# Obereopsis parasumatrensis
Obereopsis parasumatrensis là một loài bọ cánh cứng trong họ Cerambycidae.